# Alfie Gilchrist
Alfie Gilchrist (Kingston upon Thames, Reino Unido, 28 de noviembre de 2003) es un futbolista inglés. Juega de defensa y su equipo es el Chelsea F. C. de la Premier League inglesa.

## Trayectoria
Gilchrist comenzó su formación en el Old Isleworthians y luego en el Queens Park Rangers. Entró a las inferiores del Chelsea F. C. en 2014, y firmó su primer contrato con el club en noviembre de 2020. Debutó en el primer equipo de los blues el 27 de diciembre de 2023 ante el Crystal Palace en la Premier League. Jugó otros diez encuentros en la competición y marcó un gol al Everton F. C. La siguiente temporada abandonó el conjunto londinense para jugar como cedido en el Sheffield United F. C.

## Estadísticas
Actualizado al último partido disputado el 3 de mayo de 2025.
| Club                              | Div.          | Temporada     | Liga  | Liga  | Copas nacionales | Copas nacionales | Copas internacionales | Copas internacionales | Total | Total |
| Club                              | Div.          | Temporada     | Part. | Goles | Part.            | Goles            | Part.                 | Goles                 | Part. | Goles |
| --------------------------------- | ------------- | ------------- | ----- | ----- | ---------------- | ---------------- | --------------------- | --------------------- | ----- | ----- |
| Chelsea F. C. Inglaterra          | 1.ª           | 2023-24       | 11    | 1     | 6                | 0                | ―                     | ―                     | 17    | 1     |
| Chelsea F. C. Inglaterra          | Total club    | Total club    | 11    | 1     | 6                | 0                | 0                     | 0                     | 17    | 1     |
| Sheffield United F. C. Inglaterra | 2.ª           | 2024-25       | 30    | 0     | 2                | 0                | ―                     | ―                     | 32    | 0     |
| Sheffield United F. C. Inglaterra | Total club    | Total club    | 30    | 0     | 2                | 0                | 0                     | 0                     | 32    | 0     |
| Total carrera                     | Total carrera | Total carrera | 41    | 1     | 8                | 0                | 0                     | 0                     | 49    | 1     |